# Gianluca Nicco
Gianluca Nicco (Ivrea, 10 agosto 1988) è un calciatore italiano, centrocampista dell'Alessandria.

## Carriera
Inizia la carriera nella squadra della sua città, l'Ivrea, giocando con i piemontesi tre campionati in terza e quarta serie. Nel 2009-2010 disputa 26 partite in Serie B con il Mantova, mantenendo la categoria anche dopo il passaggio al Pescara, con la cui casacca totalizza 26 presenze nel 2010-2011 e 3 nel 2011-2012, prima del trasferimento nel mercato di riparazione al Frosinone, in Prima Divisione.
Il 3 gennaio 2013, scontata la squalifica relativa al calcioscommesse, rimane nella categoria e passa al Perugia: dopo aver subito sfiorato la promozione in cadetteria con il club umbro, svanita ai play-off, nella stagione 2013-2014 vince il campionato, conquistando l'approdo in B oltreché, a fine torneo, la Supercoppa di Prima Divisione. Dopo un'annata in cadatteria trascorsa con i Grifoni, nell'estate del 2015 viene ceduto all'Alessandria, in Lega Pro.
Con la maglia dei Grigi disputa tre campionati di Serie C, sfiorando la promozione tra i cadetti nella stagione 2016-2017. Nel 2018 si trasferisce al Piacenza, sempre in terza serie: impiegato come titolare fisso nella prima stagione, manca nuovamente la promozione in B all'ultima giornata di campionato, perdendo poi la finale play-off contro il Trapani. Dopo un'ulteriore stagione in Emilia, interrotta dalla pandemia di COVID-19, nel settembre 2020 viene ceduto in prestito alla Pro Patria. Autore di un positivo campionato a Busto Arsizio, nel giugno 2021 il centrocampista viene riscattato dai biancoblù; della compagine bustocca, negli anni seguenti Nicco diventerà anche capitano.
Nell'estate 2025, dopo nove anni fa ritorno ad Alessandria, con la squadra grigia nel frattempo scivolata in Eccellenza.

### Calcioscommesse
Nel corso delle indagini del procuratore federale Stefano Palazzi relative allo scandalo del calcioscommesse, viene scoperto come il calciatore era stato contattato dal difensore del Piacenza, Carlo Gervasoni (compagno di squadra ai tempi del Mantova), per cercare di alterare il risultato della partita tra gli emiliani e il Pescara; Nicco, proprio alla vigilia della gara, gli aveva risposto che non era possibile combinare alcunché. A seguito di questa indagine il club abruzzese viene deferito.
In seguito alle indagini, l'8 maggio 2012 viene deferito dalla Procura federale della FIGC. Il 1º giugno il procuratore Palazzi richiede per lui 3 anni di squalifica; il 18 giugno in primo grado gli viene inizialmente confermata la squalifica, ridotta poi in appello, il 6 luglio, a 1 anno con un'ammenda di 30 000 euro. Il 17 dicembre, il TNAS gli riduce la squalifica a 6 mesi (fino al 31 dicembre 2012).

## Statistiche

### Presenze e reti nei club
Statistiche aggiornate al 17 maggio 2025.
| Stagione           | Squadra            | Campionato         | Campionato | Campionato | Coppe nazionali | Coppe nazionali | Coppe nazionali | Coppe continentali | Coppe continentali | Coppe continentali | Altre coppe | Altre coppe | Altre coppe | Totale | Totale |
| Stagione           | Squadra            | Comp               | Pres       | Reti       | Comp            | Pres            | Reti            | Comp               | Pres               | Reti               | Comp        | Pres        | Reti        | Pres   | Reti   |
| ------------------ | ------------------ | ------------------ | ---------- | ---------- | --------------- | --------------- | --------------- | ------------------ | ------------------ | ------------------ | ----------- | ----------- | ----------- | ------ | ------ |
| 2006-2007          | Ivrea              | C1                 | 12         | 0          | -               | -               | -               | -                  | -                  | -                  | -           | -           | -           | 12     | 0      |
| 2007-2008          | Ivrea              | C2                 | 20         | 0          | -               | -               | -               | -                  | -                  | -                  | -           | -           | -           | 20     | 0      |
| 2008-2009          | Ivrea              | 2D                 | 25         | 1          | -               | -               | -               | -                  | -                  | -                  | -           | -           | -           | 25     | 1      |
| Totale Ivrea       | Totale Ivrea       | Totale Ivrea       | 57         | 1          |                 | -               | -               |                    | -                  | -                  |             | -           | -           | 57     | 1      |
| 2009-2010          | Mantova            | B                  | 26         | 1          | CI              | -               | -               | -                  | -                  | -                  | -           | -           | -           | 26     | 1      |
| 2010-2011          | Pescara            | B                  | 25         | 0          | CI              | -               | -               | -                  | -                  | -                  | -           | -           | -           | 25     | 0      |
| 2011-gen. 2012     | Pescara            | B                  | 3          | 0          | CI              | 1               | 0               | -                  | -                  | -                  | -           | -           | -           | 4      | 0      |
| Totale Pescara     | Totale Pescara     | Totale Pescara     | 28         | 0          |                 | 1               | 0               |                    | -                  | -                  |             | -           | -           | 29     | 0      |
| gen.-giu. 2012     | Frosinone          | 1D                 | 12         | 0          | -               | -               | -               | -                  | -                  | -                  | -           | -           | -           | 12     | 0      |
| 2012-2013          | Perugia            | 1D                 | 14+2       | 4+0        | CI              | -               | -               | -                  | -                  | -                  | -           | -           | -           | 16     | 4      |
| 2013-2014          | Perugia            | 1D                 | 30         | 2          | CI              | 1               | 0               | -                  | -                  | -                  | SdL-1D      | 1           | 1           | 32     | 3      |
| 2014-2015          | Perugia            | B                  | 26         | 0          | CI              | 1               | 0               | -                  | -                  | -                  | -           | -           | -           | 27     | 0      |
| Totale Perugia     | Totale Perugia     | Totale Perugia     | 70+2       | 6          |                 | 2               | 0               |                    | -                  | -                  |             | 1           | 1           | 75     | 7      |
| 2015-2016          | Alessandria        | LP                 | 31+1       | 2+0        | CI+CI-LP        | 7+1             | 1+0             | -                  | -                  | -                  | -           | -           | -           | 40     | 3      |
| 2016-2017          | Alessandria        | LP                 | 24+5       | 1          | CI+CI-LP        | 1+1             | 0               | -                  | -                  | -                  | -           | -           | -           | 28     | 1      |
| 2017-2018          | Alessandria        | C                  | 30+2       | 3          | CI+CI-C         | 0+6             | 1               | -                  | -                  | -                  | -           | -           | -           | 38     | 3      |
| Totale Alessandria | Totale Alessandria | Totale Alessandria | 85+8       | 6          |                 | 16              | 2               |                    | -                  | -                  |             | -           | -           | 109    | 8      |
| 2018-2019          | Piacenza           | C                  | 31+2       | 3          | CI+CI-C         | 1+0             | 0               | -                  | -                  | -                  | -           | -           | -           | 34     | 3      |
| 2019-2020          | Piacenza           | C                  | 22         | 1          | CI+CI-C         | 1+3             | 0               | -                  | -                  | -                  | -           | -           | -           | 26     | 1      |
| Totale Piacenza    | Totale Piacenza    | Totale Piacenza    | 53+2       | 4          |                 | 5               | 0               |                    | -                  | -                  |             | -           | -           | 60     | 4      |
| 2020-2021          | Pro Patria         | C                  | 33+1       | 1          | CI              | 0               | 0               | -                  | -                  | -                  | -           | -           | -           | 34     | 1      |
| 2021-2022          | Pro Patria         | C                  | 35+2       | 0          | CI-C            | 1               | 0               | -                  | -                  | -                  | -           | -           | -           | 38     | 0      |
| 2022-2023          | Pro Patria         | C                  | 30         | 2          | CI-C            | 1               | 0               | -                  | -                  | -                  | -           | -           | -           | 31     | 2      |
| 2023-2024          | Pro Patria         | C                  | 35         | 1          | CI-C            | 0               | 0               | -                  | -                  | -                  | -           | -           | -           | 35     | 1      |
| 2024-2025          | Pro Patria         | C                  | 33         | 2          | CI-C            | 2               | 0               | -                  | -                  | -                  | -           | -           | -           | 35     | 0      |
| Totale Pro Patria  | Totale Pro Patria  | Totale Pro Patria  | 166+3      | 6          |                 | 4               | 0               |                    | -                  | -                  |             | -           | -           | 173    | 6      |
| Totale carriera    | Totale carriera    | Totale carriera    | 495+12     | 24         |                 | 28              | 1               |                    | -                  | -                  |             | 1           | 1           | 536    | 26     |

## Palmarès
- Campionato italiano di Lega Pro Prima Divisione: 1

Perugia: 2013-2014 (girone B)
- Supercoppa di Lega di Prima Divisione: 1

Perugia: 2014
- Coppa Italia Serie C: 1

Alessandria: 2017-2018